# Sarkomkonferenz
Die Sarkomkonferenz ist eine seit 2011 jährlich stattfindende interdisziplinäre Fachtagung für Sarkomforschung. Tagungsort ist in der Regel Berlin, 2015 war es Münster, 2022 fand die Konferenz in Mannheim statt. Initiator der Konferenz ist unter anderem die German Interdisciplinary Sarcoma Group und die Deutsche Sarkom-Stiftung (früher: Patientenorganisation Das Lebenshaus).

## Zweck
Die Sarkomkonferenz ist der jährliche Treffpunkt von Therapeuten, Forschenden und Patientenvertretern, die sich im  deutschsprachigen Raum mit Sarkomen beschäftigen. Dabei werden in Deutschland, Österreich und der Schweiz erarbeitete Fortschritte permanent der Öffentlichkeit vorgestellt und mit nationalen und internationalen Experten diskutiert. Für die Praktiker dient sie als Fortbildungsplattform, über die sie an etabliertes Wissen gelangen. Dabei geht es insbesondere um eine Verbesserung des klinischen und qualitativen Managements der Sarkome von der Diagnostik über die Therapien bis hin zur Verlaufskontrolle.

## Beirat
Dem Beirat der Konferenz gehören an (Stand 2018):
- Sebastian Bauer, Essen
- Thomas Brodowicz, Wien
- Reinhard Büttner, Bonn
- Uta Dirksen, Essen
- Hans Roland Dürr, München
- Victor Grünwald, Essen
- Florian Haller, Erlangen
- Peter Hohenberger, Mannheim
- Bernd Kasper, Mannheim
- Christoph Kettelhack, Basel
- Lars Lindner, München
- Peter Reichardt, Berlin
- Matthias Schwarzbach, Frankfurt-Höchst
- Per-Ulf Tunn, Berlin
- Eva Wardelmann, Münster
- Markus Wartenberg, Wölfersheim

## Internationaler Forschungspreis
Die Konferenz verleiht jährlich den renommierten  "Internationalen Forschungspreis der Sarkomkonferenz". Der von der GISG German Interdisciplinary Sarcoma Group – GISG und der Patientenorganisation für GIST/Sarkome in Deutschland Das Lebenshaus e.V. gestiftete Preis ist mit 10.000 Euro dotiert und wird seit 2014 zu gleichen Teilen in den Kategorien A (Herausragende wissenschaftliche Leistungen auf dem Gebiet der klinischen oder experimentellen Sarkomforschung) und B (Besonderes Laufbahnengagement in der Diagnostik und Therapie von Patienten mit Sarkomerkrankungen) vergeben.

### Preisträger
- 2011: Adrien Daigeler, Berufsgenossenschaftliche Unfallklinik Ludwigshafen
- 2012: Lars Steinsträßer, Carl von Ossietzky Universität Oldenburg
- 2013: Jens Jakob, Universitätsklinikum Mannheim
- 2014: Marcus  Renner  Pathologisches  Institut  der  Ruprecht-Karls-Universität Heidelberg
- 2015:
  - Thomas Grünewald,  Arbeitsgruppenleiter am Pathologischen Institut der Ludwig-Maximilians-Universität München
  - Bernd Kasper, Universitätsklinikum Mannheim
- 2016:
  - Abbas Agaimy, stellvertretender Direktor des Institutes für Pathologie am Universitätsklinikum Erlangen
  - Florian Haller, Universitätsklinikum Erlangen
- 2017: Eleni Tomazou, St. Anna Kinderkrebsforschung e. V., Wien, Österreich
- 2018: Priya Chudasama, Deutsches Krebsforschungszentrum (DKFZ), Heidelberg
- 2019: Marcel Trautmann, Institut für Pathologie (Gerhard-Domagk-Institut), Universitätsklinikum Münster